# Спаак, Поль-Анри
Поль-Анри Шарль Спаак (фр. Paul-Henri Charles Spaak; 25 января 1899, Схарбек — 31 июля 1972, Брюссель) — бельгийский политический и государственный деятель; один из руководителей Бельгийской социалистической партии (с 1944); один из инициаторов послевоенной европейской интеграции, давшей начало Европейскому союзу.

## Политическая биография и личные данные
Внук политика либеральной ориентации Поля Янсона, племянник премьер-министра Бельгии в 1938—1939 годах Поля-Эмиля Жансона и сын первой женщины-сенатора страны, Поль-Анри Спаак был представителем династии известных политиков.
Во время Первой мировой войны он изменил дату в документах, чтобы поступить на службу в бельгийскую армию. Два года провёл в немецком плену. 
После войны Спаак изучал право в Брюссельском свободном университете, после окончания курса занялся адвокатской практикой в Брюсселе. В это время проявилась его любовь к спорту: он даже играл в составе бельгийской теннисной команды на турнире кубка Дэвиса в 1922 году.
В 1920 году вступил в Рабочую партию Бельгии. С 1932 года был депутатом парламента, в 1935 году был назначен министром транспорта и путей сообщения в кабинете ван Зееланда. Неоднократно был министром иностранных дел (в 1936—1937, 1938, 1939—1947, 1949, 1954—1957, 1961—1965, 1965—1966).
В 1938—1939, 1946, 1947—1949 годах занимал должность премьер-министра страны.
После вторжения Германии на территорию Бельгии, Нидерландов и Люксембурга в 1940 году — в течение некоторого времени был интернирован во Франции и Испании, но вскоре выехал в Англию, где в октябре 1940 г. вернулся к выполнению обязанностей министра иностранных дел эмигрантского правительства Бельгии. Пребывая в эмиграции в Лондоне, в 1944 году он инициировал процесс сближения Бельгии, Нидерландов и Люксембурга. 
Спаак известен прежде всего как выдающийся дипломат: 16 января 1946 года он был избран председателем первой сессии Генеральной Ассамблеи ООН, а в 1957—1961 годах пребывал на посту генерального секретаря НАТО.

## Создание Бенилюкса
Хотя большая часть Европы лежала в руинах после войны, Спаак считал возможным возродить континент при помощи экономической и политической интеграции. Поль-Анри Спаака потому и называют «отцом-основателем ЕС», что он почувствовал потенциал объединения послевоенной Европы. Началом такого объединения стало создание Бенилюкса. Пока шла война, Спаак вместе с коллегами из Нидерландов и Люксембурга работал над проектом таможенного союза трёх стран, который был создан в 1944 году. Бенилюкс предполагал свободное движение между тремя странами товаров, услуг, капитала и рабочей силы. Эти принципы впоследствии стали основой европейской интеграции.

## Мессинская конференция
В 1955 году на Мессинской конференции европейские лидеры выбрали Спаака председателем специальной комиссии (получившей впоследствии название комиссии Спаака), ответственной за подготовку соглашения о едином европейском рынке. Во время Мессинской конференции три страны, входящие в Бенилюкс, предложили «перезапустить» европейский проект на основе общего рынка и интеграции в секторах транспорта и атомной энергии. Доклад комиссии Спаака был рассмотрен в 1956 году и привёл к подписанию 25 мая 1957 года Римских договоров, предусматривавших создание Евратома и Европейского экономического сообщества. Со стороны Бельгии Римские договоры подписывал сам Поль-Анри Спаак.
В течение политической карьеры Спаак всегда защищал важность объединения Европы и независимость наднациональных институтов союза, в первую очередь комиссии. «Европой будущего должна быть наднациональная Европа», — говорил он, выступая против предложенного де Голлем Плана Фуше, согласно которому союзные институты должны были утратить своё влияние при значительном расширении полномочий органов, напрямую подконтрольных странам-членам. Спаак был сторонником присоединения Великобритании к ЕЭС, в чём тоже расходился с президентом Франции.
В 1966 году Спаак ушёл из политики и умер в Брюсселе в 1972 году.

## Семья
Приходится старшим братом сценаристу и режиссёру Шарлю Спааку (1903—1975) и дядей известной французской актрисе 1960-х — 1970-х годов Катрин Спаак.